# Jorge Theiler
Jorge Walter Theiler (San José de la Esquina, 12 de mayo de 1964) es un exfutbolista argentino, que se despeña como director técnico. Jugó en el Club Atlético Newell's Old Boys, Club Atlético San Lorenzo de Almagro, Club Atlético River Plate y FC Saint Gallen (Suiza). Además participó en diversas oportunidades en la Selección Nacional Argentina. 
En Argentina ganó el campeonato de Primera División con Newell's en el año 1988. Como director técnico trabajó en las divisiones menores de Newell's, River Plate y Selecciones Nacionales Juveniles Argentinas como asistente de Hugo Tocalli y luego como técnico principal en el seleccionado Sub-15. En primera división dirigió a Instituto de Córdoba y Libertad de Paraguay. Además fue técnico alterno de Gerardo Martino en el Club Atlético Brown de Arrecifes, Club Atlético Platense e Instituto. 
Fue  coordinador general de inferiores en Newell's y trabajó durante tres años como asistente de Gerardo Martino durante su etapa como máximo responsable de la selección de fútbol de México.

## Historia futbolística
Theiler debutó en primera división en el año 1983 con Newell's. Dentro de la entidad rosarina permaneció hasta el 1989. Logró el título de 1988 (siendo el capitán de aquel recordado plantel que estaba formado íntegramente por jugadores y cuerpo técnico surgidos en su totalidad de las divisiones menores de Newell's)  y  jugó la final de la Copa Libertadores de ese mismo año frente a Nacional de Uruguay en donde los Uruguayos dieron vuelta el resultado adverso obtenido en Rosario (1-0) con un 3-0 en la revancha de Uruguay. 
En 1990, luego de su paso por Suiza, recaló en River Plate para disputar la Copa Libertadores tras un pedido de Daniel Passarella, quien era en ese momento el DT. Luego pasó por San Lorenzo, donde las lesiones lo tuvieron a maltraer, para luego regresar a Newell's y retirarse en 1993.
Como director técnico de inferiores, tanto de River como Newell's, tuvo bajo sus órdenes a jugadores que luego se destacaron en primera división como Radamel Falcao García, Leonardo Ponzio, Germán Re, Mauro Rosales, Matías Abelairas, Augusto Fernández, Jesús Méndez, etc.

### Selección nacional
Disputó la Copa Mundial de Fútbol Juvenil de 1983 con la selección de fútbol sub-20 de Argentina, en el que su equipo terminó como subcampeón.
Asimismo integró el combinado argentino que ganó la medalla de oro en los Juegos Suramericanos de 1986, fue subcampeón del Torneo Preolímpico Sudamericano de 1988 y que obtuvo la medalla de bronce en el torneo de fútbol de los Juegos Panamericanos de 1987.
Con la selección mayor formó parte del plantel que realizó varias giras por Europa en la etapa previa a la Copa Mundial de Fútbol de 1986, a la cual finalmente no fue convocado. Tuvo participación en la Copa América de 1987 que tuvo como sede a la Argentina, siendo convocado por Carlos Salvador Bilardo. 

## Estilo de juego
Si bien Theiler era un defensor central de muy buena altura, se caracterizaba por su elegancia con el trato de balón y su capacidad para salir jugando. Además, era un gran pateador de penales.[cita requerida]

## Canadá 2007 Mundial Juvenil
Como ayudante de Hugo Tocalli, obtuvo la Copa Mundial de Fútbol Sub-20 en Canadá. El equipo estaba lleno de estrellas entre las que se destacaban Ángel Di María, Sergio Agüero, Mauro Zárate, Sergio Romero y Ever Banega.

## Defensores goleadores de Newell's
Jorge Theiler fue durante casi 17 años el defensor con más goles anotados en la historia de Newell's (con 17 goles en 240 partidos) hasta que Rolando Schiavi batió el récord y lo superó por un tanto.

## Clubes
| Club              | País      | Año       |
| ----------------- | --------- | --------- |
| Newell´s Old Boys | Argentina | 1983-1989 |
| Saint Gallen      | Suiza     | 1989-1990 |
| River Plate       | Argentina | 1991      |
| San Lorenzo       | Argentina | 1992      |
| Newell´s Old Boys | Argentina | 1993      |